# 那覇文化芸術劇場なはーと
那覇文化芸術劇場なはーと（なはぶんかげいじゅつげきじょうなはーと、英語：NAHA CULTURAL ARTS THEATER NAHArt）は、沖縄県那覇市久茂地にある文化施設。

## 概要
当劇場は那覇市民会館の後継施設として旧那覇市立久茂地小学校跡地に建設された。
こけら落としは2021年10月31日の那覇市市制100周年記念・那覇文化芸術劇場 なはーと開館記念式典の同時開催。
2022年3月20日には『NHKのど自慢』の公開生放送が実施された。